# Garding
Garding este un oraș din landul Schleswig-Holstein, Germania.

## Personalități
- Theodor Mommsen (1817 - 1903), istoric, jurist, laureat al Premiului Nobel 1903

1. ↑  Alle politisch selbständigen Gemeinden mit ausgewählten Merkmalen am 31.12.2018 (4. Quartal) (în germană), Statistisches Bundesamt[*], arhivat din original la 10 martie 2019, accesat în 10 martie 2019